# ذا سيتي أوف لوست شايدرن
ذا سيتي أوف لوست شايدرن (بالفرنسية: La cité des enfants perdus)‏ (بالإنجليزية: The City of Lost Children)‏ ، هي فيلم سينمائي فرنسي أنتجت سنة 1995م، وتمت دبلجتها إلى اللغة الإسبانية والألمانية والإنجليزية، وقد شارك عدة ممثلين فرنسيين وأجانب ومن بينهم الممثل الأمريكي رون بيرلمان ، وفي نفس العام أنتجت شركة أمريكية تحمل نفس العنوان للعبة فيديو التي تعمل لنظام بلاي ستيشن.